# 周广智
周广智（1965年1月—），男，汉族，江苏兴化人，中华人民共和国政治人物。曾任中共江苏省纪委副书记，江苏省监察委员会副主任，现任江苏省人大常委会副主任。